# مقاطعة سانت ماري (ماريلاند)
مقاطعة سانت ماري هي مقاطعة في ماريلند، بلغ عدد سكانها 105٬151  نسمة، في 2010، عاصمتها ليوناردتاون، تبلغ مساحتها 1٬582 كيلومتر مربع.

## الموقع
تشترك في الحدود مع:
- مقاطعة كالفرت
- مقاطعة تشارلز (ماريلاند).

## أعلام
- إدوارد فينويك
- جيمس توماس
- بينيت ك. رايلي
- مارفن مانديل
- فيليب كي
- تشارلز هنري وارتون